# ماناسابوترا
ماناسابوترا (بالسنسكريتية: मानसपुत्र)‏، هم طبقة من الكائنات في الهندوسية تشير إلى "أطفال العقل"، أو أبناء براهما "المولودين بالعقل".
يُذكر أن أبناء العقل هؤلاء في بعض الأحيان متطابقون مع البراجابتيين، أسلاف البشرية في كل عصر. يُعتقد أن الماناسابوترا قد خلقوا الرجل الأول، سفايامبوفا مانو (Svayambhuva Manu)، وأول امرأة، شاتاروبا (Shatarupa)، التي لديها خمسة أطفال، والذين ذهبوا لملء الأرض.